# Муренина, Галина Платоновна
Галина Платоновна Муренина (10 ноября 1939, с. Северка, Турковский район, Саратовская область — 16 июля 2025, Саратов) — заслуженный работник культуры России. Работала директором музея Н. Г. Чернышевского с 1976 по 2020 год.

## Биография[1]
В 1963 году окончила Куйбышевский педагогический институт по специальности «учитель русского языка, литературы и истории».
С 1974 года являлась сотрудником саратовского музея Н. Г. Чернышевского.
С 1976 по 2020 год — директор Музея-усадьбы Н. Г. Чернышевского.
За годы управления музеем проводила большую работу по сохранению духовно-нравственных ценностей, расширению музейных площадей, привлечению саратовцев к деятельности музея, рассказывая о Н. Г. Чернышевском и истории Саратова.
Поддержала проведение в музее таких проектов как: «Музей без барьеров», «Прогулки с Чернышевским», «Мои земляки вчера и сегодня», «Экологический фестиваль», «Читаем классику», «Сиреневый рай». Организовывала участие в туристической выставке «Саратов- культурная столица Поволжья» и международных книжных ярмарках-фестивалях «Волжская волна». Поддерживала сотрудничество с другими литературными музеями России.
Организовывала международные научные чтения «Чернышевский и его эпоха», в которых принимают участие представители научного сообщества из саратовских и московских вузов, а также из Англии, Японии и Казахстана. Стали ежегодными: фестиваль, посвященный Дню славянской письменности и культуры; международная акция «Ночь музеев»; мероприятия их цикла «Русские календарные праздники и обряды»; различные мастер-классы и интерактивные программы. Ежегодно МУК «Музей-усадьба Н. Г. Чернышевского» принимает участие в межрегиональных проектах, на которых представляет Саратов и его историю через презентацию фондовых коллекций.
Благодаря Галине Павловной В музее расширена сфера музейной деятельности, появились: интерактивные лекции, уроки в музее и клип-экскурсии, квесты, интернет-конкурсы, фестивали, спектакли в музейных залах. Под её руководством музей стал победителем Всероссийского фестиваля-конкурса «Туристический сувенир — 2018» с набором открыток «Прошу к столу…», выпущенных к 100-летию музея.
В 2018 году стала победителем конкурса профессионального мастерства музейных работников в номинации «За верность профессии» среди регионов Приволжского федерального округа, проводимого Советом музеев Приволжского федерального округа. Награждена дипломом первой степени и памятной статуэткой в номинации «Верность профессии».
Является автором ряда научных статей и научно-популярных изданий; автором, руководителем, ведущей социального проекта «Народные традиции музыкальной культуры Саратова», в рамках которого удалось сохранить, привлечь внимание общественности к проблеме сохранения и производства уникального инструмента —саратовской гармоники; признанный эксперт в музейном деле; постоянный член жюри конкурсов музейных работников.
Имеет государственные и ведомственные награды: орден «Знак Почёта», нагрудный знак Министерства культуры РФ «За достижения в культуре», за заслуги в области культуры, многолетнюю плодотворную работу в деле сохранения и развития культурного наследия России в 2003 году ей присвоено звание «Заслуженный работник культуры РФ».
В 2019 году присвоено звание Почётного гражданина города Саратова. Почётный академик Международной Академии культуры и искусства, член Союза журналистов России, лауреат литературной премии им. А. П. Чехова. Её имя значится в международной энциклопедии «Who is Who в России», в сборнике «2000 выдающихся интеллектуалов XXI века», в списке «100 ведущих просветителей 2009», в Саратовском энциклопедическом словаре биографий современников «Провинция — душа России».
Родная сестра Константина Муренина.
Скончалась 16 июля 2025 года.